# White Gold
White Gold è una serie televisiva britannica trasmessa dal 28 maggio 2017 su BBC Two.
La BBC ha rinnovato la serie per una seconda stagione, andata in onda nel 2019 a causa della sospensione per le accuse di violenza sessuale che hanno coinvolto l'attore protagonista Ed Westwick.
In Italia, la serie viene distribuita dal 14 settembre 2017 su Netflix.

## Trama
La serie racconta la storia di una squadra di venditori di finestre in PVC a doppi vetri nel fittizio negozio Cachet Windows nell'Essex nel 1983, guidata dal venditore carismatico Vincent, che farà felicemente violare le regole se garantisce una vendita.

## Personaggi e interpreti
- Vincent Swan, interpretato da Ed Westwick
Venditore di testa di Cachet Windows
- Brian Fitzpatrick, interpretato da James Buckley
Venditore junior
- Martin Lavender, interpretato da Joe Thomas
Venditore junior
- Tony Walsh, interpretato da Nigel Lindsay
Proprietario di Cachet Windows
- Sam Swan, interpretata da Linzey Cocker
Moglie di Vincent
- Carol, interpretata da Lauren O'Rourke
Segretaria di Cachet Windows
- Joanne Scott, interpretata da Rachel Shenton
Imprenditrice di successo

## Episodi
| Stagione         | Episodi | Prima TV UK | Pubblicazione Italia |
| ---------------- | ------- | ----------- | -------------------- |
| Prima stagione   | 6       | 2017        | 2017                 |
| Seconda stagione | 6       | 2019        | 2019                 |